# Jajkowo (przystanek kolejowy)
Jajkowo – zamknięty przystanek osobowy a dawniej stacja kolejowa w Jajkowie na linii kolejowej nr 251, w powiecie brodnickim, w województwie kujawsko-pomorskim, w Polsce.